# Renate Lasker-Harpprecht

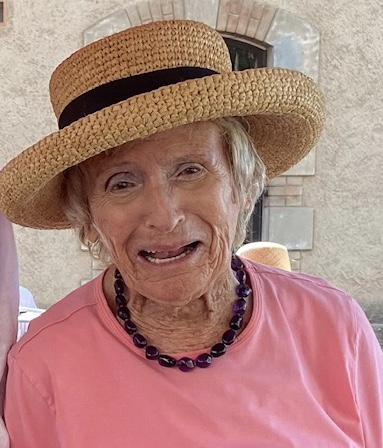
Renate Lasker-Harpprecht (Juni 2020)

Renate Lasker-Harpprecht, geborene Lasker, auch verheiratete Harpprecht (* 14. Januar 1924 in Breslau; † 3. Januar 2021 in La Croix-Valmer) war eine deutsch-französische Autorin und Journalistin. Sie überlebte die Konzentrationslager Auschwitz und Bergen-Belsen und gehörte im hohen Alter zu den letzten noch lebenden Zeitzeuginnen der nationalsozialistischen Judenverfolgungen und des Holocaust. Sie war eine Schwester der Cellistin Anita Lasker-Wallfisch und die Ehefrau des Journalisten Klaus Harpprecht.

## Leben

### Herkunft und Familie
Renate Lasker und ihre beiden Schwestern wuchsen in Breslau auf. Sie waren die Töchter des jüdischen Rechtsanwalts Alfons Lasker und seiner Ehefrau, der Geigerin Edith Hamburger. Der Vater (* 22. Oktober 1886 in Kempen), ein Bruder des deutsch-amerikanischen Schachmeisters Edward Lasker, und die Mutter (* 20. Juli 1894 in Gleiwitz) wurden am 13. April 1942 aus Breslau ins Ghetto Izbica deportiert, wo beide zu Tode kamen. Alle drei Schwestern überlebten die Nazi-Herrschaft.
- Marianne (* 28. April 1921 in Breslau; † 1952 in Israel) „schloß sich der zionistischen Werkleute-Gruppe an und lernte gegen den Widerstand der Eltern das Schreinern. Im Sommer 1939 gelangte sie nach England“, berichtete später Klaus Harpprecht.[3] Sie begleitete einen Kindertransport nach England und konnte erst nach dem Ende des Zweiten Weltkriegs nach Palästina weiterreisen. Noch von London aus hatte sie die Wiedervereinigung der drei Schwestern in die Wege geleitet.[4]
- „Renate, die zweite“, so Klaus Harpprecht, „wurde 1937 in ein Internat für jüdische Kinder in Florenz aufgenommen, das von Robert Kempner, dem späteren Chefankläger bei den Nürnberger Kriegsverbrecher-Prozessen, geleitet wurde. Ein Jahr später kehrte sie, heimwehkrank, nach Deutschland Zurück. An der Grenze wurde ihr der Paß abgenommen. Eine humanitäre Organisation bemühte sich, ihr Einlaß nach Großbritannien zu verschaffen. Sie hätte in einem englischen Pfarrhaus Aufnahme finden können. Dann kam der Krieg.“[3]
- Anita, die jüngste, hatte seit 1938 Cello-Unterricht bei Leo Rostal[5] in Berlin. Sie kehrte nach den Novemberpogromen 1938 nach Breslau zurück, weil es „für meine Eltern undenkbar [war], in diesen unsicheren Zeiten die Familie nicht zusammenzuhalten“.[6]

### NS-Zeit und Lagerhaft
Für Renate, Anita und die Eltern wurde Breslau zur Falle. Nach der Deportation und Ermordung ihrer Eltern kamen die beiden Töchter in ein Waisenhaus und mussten in einer Papierfabrik arbeiten. Die zwei jungen Mädchen versuchten, mit Hilfe selbst gefälschter Pässe sowie der Unterstützung durch Werner Krumme und dessen mit ihnen verwandter Ehefrau Ruth nach Frankreich zu entkommen. Sie wurden aber schon am Bahnhof verhaftet und am 5. Juni 1943 wegen Urkundenfälschung zu Zuchthausstrafen verurteilt. Da sie auch Pässe für französische Kriegsgefangene gefälscht hatten, wurden sie nach dem Krieg mit der „Médaille de la Reconnaissance Française“ ausgezeichnet. Nach einem Jahr im Zuchthaus wurden sie im Dezember 1943 ins Konzentrationslager nach Auschwitz deportiert und nach dessen Räumung im Oktober 1944 nach Bergen-Belsen. Als Mitglied des Mädchenorchesters von Auschwitz hatte Renates Schwester Anita etwas bessere Haftbedingungen.
Im April wurden die beiden Schwestern in Bergen-Belsen von britischen Truppen befreit. Am 15. April 1945 gaben sie Patrick Gordon Walker ein Interview inmitten der Leichenberge des Konzentrationslagers. Während das Tondokument mit Renates Schilderung wahrscheinlich verloren gegangen ist, hat der Bayerische Rundfunk einen Mitschnitt von Anita Laskers zeitgleichem Bericht im Deutschen Rundfunkarchiv ausfindig gemacht. Es ist höchstwahrscheinlich das erste auf Band aufgezeichnete und erhaltene Zeugnis einer Überlebenden der Shoa.

### Nachkriegszeit
Direkt nach der Befreiung wurde Renate Lasker Dolmetscherin bei der britischen Armee. Sie arbeitete später bei der BBC in London, dann auch für den WDR in Köln und für das ZDF in den USA. Über viele Jahre wurde sie nicht mehr nach den KZ-Erfahrungen befragt. 1972 veröffentlichte sie den Roman Familienspiele. 2014 erschien als Titelgeschichte einer deutschen Zeitung ein ausführliches Interview mit der damals Neunzigjährigen zum Jahrestag der Befreiung des KZ Bergen-Belsen am 15. April 1945.
Sie nahm die französische Staatsbürgerschaft an und lebte ab 1982 in La Croix-Valmer an der Côte d’Azur; bis zu dessen Tod im September 2016 zusammen mit ihrem Mann, dem Autor und Journalisten Klaus Harpprecht.
2016 erhielt sie den Preis für Verständigung und Toleranz; Preisgeber ist das Jüdische Museum Berlin.
Anfang Januar 2021 starb Renate Lasker-Harpprecht kurz vor ihrem 97. Geburtstag.

## Publikationen
- Renate Lasker-Harpprecht: Familienspiele. Ullstein, Frankfurt am Main u. a. 1972, ISBN 3-550-06223-0.
- Renate Harpprecht: Es war der Tag, an dem das Leben noch einmal begann. In: Frankfurter Rundschau vom 13. April 2002 (Erinnerungen an die Befreiung aus dem KZ Bergen-Belsen am 15. April 1945; der Beitrag ist online auf www.imdialog.com verfügbar).